# Ildikó Piros
Dans le nom hongrois Piros Ildikó, le nom de famille précède le prénom, mais cet article utilise l’ordre habituel en français Ildikó Piros, où le prénom précède le nom.
Ildikó Piros, née le 23 décembre 1947 à Kecskemét, est une actrice hongroise.

## Filmographie
- 1968 : A veréb is madár de György Hintsch
- 1970 : Gyula vitéz télen-nyáron de Lauró István Bácskai
- 1970 : La Belle et le Vagabond (Szép lányok, ne sírjatok!) de Márta Mészáros
- 1971 : Hahó, Öcsi! de György Palásthy
- 1973 : Kakuk Marci de György Révész
- 1974 : Jeux de chat (Macskajáték) de Károly Makk